# Xenofrea apicalis
Xenofrea apicalis är en skalbaggsart som beskrevs av Julius Melzer 1931. Xenofrea apicalis ingår i släktet Xenofrea och familjen långhorningar.
Artens utbredningsområde är Paraguay. Inga underarter finns listade i Catalogue of Life.